# Svensk handbollselit
| Portal | Portal:Håndbold |

| Portal | Portal:Sverige |

Svensk handbollselit (tidligere Allsvenskan og Elitserien) er den øverste håndboldrække i svensk håndbold hos kvinder. Ligaen består af 12 hold, der således spiller et grundspil på 22 kampe efterfulgt af et slutspil.

## Klubber i sæsonen 2016/17
1. H 65 Höör
2. Skövde HF
3. Boden Handboll IF
4. Skuru IK
5. IF Hellton
6. VästeråsIrsta HF
7. Kristianstad HK
8. Team Eslövs IK
9. Lugi HF
10. Skara HF
11. BK Heid
12. IK Sävehof